# 任命権者
任命権者（にんめいけんじゃ）とは、公務員の任命、休職、免職及び懲戒等の人事権を有する者のこと。ここでは、日本の公務員の任命権者について解説する。

## 任命権者の一覧
任命権者と主な任命対象者。なお、任命にあたり、他の公職による指名、助言、同意、承認等を必要とするものもある。

### 天皇
- 天皇
  - 内閣総理大臣（日本国憲法第6条第1項）
  - 最高裁判所長官（同条第2項）

### 立法府
- 衆議院
  - 衆議院議長
- 参議院
  - 参議院議長
- 衆議院議長、参議院議長
  - 国立国会図書館長[注 1]
  - 当該議院の議院法制局長
- 国立国会図書館長
  - 国立国会図書館職員
- 各議院事務総長
  - 当該議院事務局職員
- 各議院法制局長
  - 当該議院法制局職員
- 裁判官訴追委員会委員長
  - 事務局職員
- 裁判官弾劾裁判所裁判長
  - 事務局職員

### 行政府
- 内閣
  - 内閣官房副長官
  - 内閣危機管理監
  - 国家安全保障局長
  - 国家安全保障会議幹事
  - 内閣官房副長官補
  - 内閣総理大臣補佐官
  - 内閣法制局長官
  - 宮内庁長官
  - 侍従長
  - 式部官長
  - 東宮大夫
  - デジタル監
  - 副大臣
  - 大臣政務官
  - 大臣補佐官
  - 検事総長
  - 次長検事
  - 検事長
  - 特命全権大使
  - 特命全権公使
  - 人事院総裁
  - 人事官
  - 国家公務員倫理審査会会長及び委員
  - 検査官
  - 最高裁判所長官以外の最高裁判所裁判官
  - 下級裁判所の裁判官

- 内閣総理大臣
  - 国務大臣（日本国憲法第68条）
  - 内閣広報官
  - 内閣情報官
  - 内閣官房職員

※内閣府関係
- 内閣府職員
- 経済財政諮問会議議員（関係機関の長・民間議員）
- 総合科学技術・イノベーション会議議員（有識者議員）
- 国家戦略特別区域諮問会議（有識者議員）
- 中央防災会議委員（指定公共機関の代表者・有識者委員）・専門委員・幹事
- 男女共同参画会議議員（有識者議員）
- 宇宙政策委員会委員・臨時委員・専門委員
- 民間資金等活用事業推進委員会委員（有識者委員）
- 食品安全委員会委員・専門委員
- 休眠預金等活用審議会委員・専門委員
- 公文書管理委員会委員
- 障害者政策委員会委員
- 原子力委員会委員長及び委員
- 地方制度調査会委員
- 選挙制度審議会委員（有識者委員）・特別委員・幹事
- 衆議院議員選挙区画定審議会委員
- 国会等移転審議会委員
- 公益認定等委員会委員
- 再就職等監視委員会委員長及び委員・再就職等監察官
- 退職手当審査会委員・臨時委員
- 消費者委員会委員・臨時委員・専門委員
- 沖縄振興審議会委員
- 新技術等効果評価委員会委員
- 規制改革推進会議委員・専門委員
- 税制調査会委員・特別委員・専門委員
- 犯罪被害者等施策推進会議委員（有識者委員）
- 消費者政策会議幹事
- 日本学術会議会員及び事務局職員
- 食品ロス削減推進会議委員（有識者委員）
- 公正取引委員会委員
- 国家公安委員会委員
- 個人情報保護委員会委員長及び委員
- カジノ管理委員会委員長及び委員
- 金融審議会委員・臨時委員・専門委員・幹事
- 証券取引等監視委員会委員長及び委員
- 自動車損害賠償責任保険審議会委員

※復興庁関係
- 復興推進会議議員（国務大臣以外）・幹事
- 復興推進委員会委員長及び委員

※総務省関係
- 公害等調整委員会委員長及び委員
- 統計委員会委員・臨時委員・専門委員・幹事
- 情報公開・個人情報保護審査会委員
- 中央選挙管理会委員

※法務省関係
- 公安審査委員会委員長及び委員

※厚生労働省関係
- 中央労働委員会委員

※環境省関係
- 原子力規制委員会委員長及び委員

- 宮内庁長官
  - 宮内庁職員[注 2]
- 内閣法制局長官
  - 内閣法制局職員
- 国家公安委員会
  - 警察庁長官
  - 警視総監
  - 道府県警察本部長
  - 地方警務官
- 警察庁長官
  - 警察庁職員
- 各省大臣
  - 各省職員[注 3]
- 外局の長
  - 当該外局の職員[注 4][注 5]
- 人事院総裁
  - 人事院職員
- 会計検査院長
  - 会計検査院職員

### 司法府
- 最高裁判所、各地の高等裁判所、各地の地方裁判所、各地の家庭裁判所
  - 当該裁判所の裁判官以外の職員
- 最高裁判所
  - 各地の検察審査会事務官及び事務局長
- 各地の検察審査会事務局
  - 各地の検察審査員[注 6]
- 検察審査員
  - 各検察審査会の会長[注 7]

### 地方公共団体
- 地方公共団体の首長
  - 当該地方公共団体の職員[注 8]
  - 当該地方公共団体に設置される行政委員会の委員[注 9]
  - 監査委員
  - 地方公営企業管理者
  - 都道府県労働委員会事務局職員
  - 収用委員会職員
  - 消防長
  - 消防団長
- 地方議会の議長、選挙管理委員会、代表監査委員、教育委員会、人事委員会、公平委員会
  - 当該事務局職員または事務職員[注 10]
- 警視総監
  - 東京都警察職員[注 11]
- 道府県警察本部長
  - 当該道府県警察職員[注 12]
- 消防長
  - 当該消防職員
- 消防団長
  - 当該消防団員
- 地方公営企業管理者
  - 当該企業職員
- 農業委員会会長
  - 当該農業委員会職員

## 一般職の任命に関する規定
- 国家公務員法（昭和二十二年十月二十一日法律第百二十号）
  - 第五十五条　任命権は、法律に別段の定めのある場合を除いては、内閣、各大臣（内閣総理大臣及び各省大臣をいう。以下同じ。）、会計検査院長及び人事院総裁並びに宮内庁長官及び各外局の長に属するものとする。これらの機関の長の有する任命権は、その部内の機関に属する官職に限られ、内閣の有する任命権は、その直属する機関（内閣府を除く。）に属する官職に限られる。ただし、外局の長に対する任命権は、各大臣に属する。※「別段の定め」の一例は、国家公安委員会の警察庁長官任命権（警察法）。 
    - 2　前項に規定する機関の長たる任命権者は、その任命権を、その部内の上級の職員に限り委任することができる。この委任は、その効力が発生する日の前に、書面をもつて、これを人事院に提示しなければならない。
    - 3　この法律、人事院規則及び人事院指令に規定する要件を備えない者は、これを任命し、雇用し、昇任させ若しくは転任させてはならず、又はいかなる官職にも配置してはならない。

  - 第六十一条　職員の休職、復職、退職及び免職は任命権者が、この法律及び人事院規則に従い、これを行う。
- 地方公務員法（昭和二十五年十二月十三日法律第二百六十一号）
  - 第六条　地方公共団体の長、議会の議長、選挙管理委員会、代表監査委員、教育委員会、人事委員会及び公平委員会並びに警視総監、道府県警察本部長、市町村の消防長（特別区が連合して維持する消防の消防長を含む。）その他法令又は条例に基づく任命権者は、法律に特別の定めがある場合を除くほか、この法律並びにこれに基づく条例、地方公共団体の規則及び地方公共団体の機関の定める規程に従い、それぞれ職員の任命、休職、免職及び懲戒等を行う権限を有するものとする。※「特別の定め」の一例は、国家公安委員会の警視総監・警察本部長任命権（警察法）。  
    - 2　前項の任命権者は、同項に規定する権限の一部をその補助機関たる上級の地方公務員に委任することができる。